# Não Quero Dinheiro (Só Quero Amar)
"Não Quero Dinheiro (Só Quero Amar)" (ou simplesmente "Não Quero Dinheiro") é uma canção do cantor brasileiro Tim Maia, parte de seu álbum homônimo de 1971, tornando-se um dos maiores sucessos de sua carreira e daquele ano no Brasil. Ela foi relançada em um compacto duplo no ano seguinte e, posteriormente, regravada por Ivete Sangalo em 2008 para o álbum Ivete no Maracanã (Multishow ao Vivo).
Segundo levantamento do Escritório Central de Arrecadação e Distribuição, "Não Quero Dinheiro" foi a canção mais executada em shows no Brasil durante a década de 2010. Em outra pesquisa realizada pela mesma instituição, a canção foi apontada como a mais tocada de Tim Maia nos principais segmentos de execução pública.

## Versão de Ivete Sangalo
"Não Quero Dinheiro" é um single da cantora brasileira Ivete Sangalo, lançado oficialmente em 10 de abril de 2008 para seu segundo álbum ao vivo, Multishow ao Vivo: Ivete no Maracanã (2007).
Em 2015, Ivete regravou novamente a música pro álbum tributo Viva Tim Maia!.

### Certificações
| Região — Associação        | Certificação | Vendas  |
| -------------------------- | ------------ | ------- |
| Brasil (Pro-Música Brasil) | Platina      | 100.000 |